# Cephalantheropsis
Cephalantheropsis es un género que tiene asignada cuatro especies de orquídeas de hábito terrestre. Es originario de Asia. 

## Descripción
Son plantas terrestres con tallo erecto como bambú con las hojas en la parte alta del mismo y una inflorescencia erecta, axilar en racimo laxa con pocas o muchas flores con los sépalos y pétalos libres. Tiene ocho polinia en cuatro pares iguales.

## Distribución y hábitat
Se encuentran en el sudeste de Asia desde el este de Himalaya hasta Malasia y Japón.

## Taxonomía
El género fue descrito por André Guillaumin y publicado en Bulletin du Muséum d'Histoire Naturelle, sér. 2 32(2): 188–189. 1960.
Etimología
Cephalantheropsis: nombre genérico que significa que es similar al género Cephalanthera.

## Especies
| - Cephalantheropsis halconensis (Ames) S.S.Ying - Cephalantheropsis laciniata - Cephalantheropsis longipes - Cephalantheropsis obcordata |